# Акутна некроза мрежњаче
Акутна некроза мрежњаче или акутна ретинална некроза (акроним АРН) једно је од инфламаторних (запањењских) стање ока, које се карактерише патолошким процесом преране смрти ћелија у ткиву мрежњаче. Почетак упале је узрокован херпес вирусом, варичела зостер вирусом (ВЗВ),  херпес симплекса вирусима  (ХСВ-1 и ХСВ-2) и Епштајн-Баровим вирусом (ЕБВ).
Пацијенти са овим стањем обично показују црвенило ока, беле или прљаво беле мрље које су последица некрозе мрежњаче. Акутна некроза мрежњаче може напредовати и у друга стања као што су увеитис, одвајање мрежњаче и на крају слепило.

## Историја
Болест је први пут окарактерисана 1971. године у Јапану. Akira Urayama и његове колеге су имали шест пацијената чији су случајеви показивали знаке акутне некроза мрежњаче, ретиналног артеритиса, хороидитиса и касног одвајања мрежњаче. Комбинација ових стања добила је назив акутна некроза мрежњаче. Први извештаји о акутној некрози мрежњаче су се појавили 1971. године, па је до данс остало нејасно је да ли је раније ово стање пријављивано као нешто друго. Akira Urayama и његове колеге који су пријавили болест  код шест јапанских пацијената, такође су установили да се болест јавља код пацијената са сидом, деце и људи са ослабљеним имунитетом.
Young и Bird  су 1978. године ,болест на оба ока назвали, обострана (билатерална) акутна некроза мрежњаче, која је позната под акронимом БАРН (Bilateral Acute Retinal Necrosis).

## Етиологија
Акутна некроза мрежњаче узрокована је реактивацијом латентне вирусне инфекције. Пацијенти са акутном некрозом мрежњаче због ХСВ-1 и ВЗВ имају тенденцију да буду старији, док они са ХСВ-2 имају тенденцију да буду млађи. Све у свему, најчешћи узрок акутне некрозе мрежњаче је ВЗВ, затим људски алфахерпесвирус 1, људски алфахерпесвирус 2 и ретко хуманим .
Акутна некроза мрежњаче је подједнако чест код мушкараца и жена. Иако могу да оболе деца и старији, акутна некроза мрежњаче је обично болест младих одраслих особа. 
Акутна некроза мрежњаче се може појавити без продрома, годинама након примарне инфекције, као и након херпетичног енцефалитиса. 
Пацијенти са одређеним генетским маркерима (ХЛА-ДКв7 и Бв62, ДР4 код белаца у Сједињеним Америчким Државама, као и ХЛА-Ав33, Б44 и ДРв6 међу јапанским пацијентима) могу бити у већем ризику за развоја акутне некрозе мрежњаче.
Погођени пацијенти се обично жале на сумаглицу, фотофобију и смањење видне оштрине на једном оку. Бол може бити истакнута карактеристика, али је и често одсутан. 
Ако се болест не лечи на време, друго око постаје захваћено у року од месец дана код једне трећине пацијената; међутим, ретинитис се може појавити неколико деценија након иницијалне презентације.

## Клиничка слика
Очним прегледом се открива запаљење у предњем и задњем сегменту ока. У раном току болести, предњи грануломатозни или негрануломатозни увеитис се може појавити са кератотичним преципитатима. Како болест напредује, може се развити тешки витритис. 
Лезије мрежњаче у акутној некрози мрежњаче су бело-жуте некротизирајуће мрље које се обично прво појављују на далекој или средњој периферији. Временом, ове мрље постају све веће, повећавају се у броју и спајају се. 
Без антивирусне терапије, настаје некроза пуне дебљине целе периферне мрежњаче,док је задњи пол  обично поштеђен до касног тока болести.
Поред ретинитиса, јавља се и васкулитис који обично погађа артериоле мрежњаче, иако се може приметити и перифлебитис. Хеморагије у мрежњачи могу се видети у случајевима венске оклузије која је последица флебитиса.
Едем диска и болест ретробулбарног оптичког нерва нису неуобичајени у раној фази акутне некрозе мрежњаче. Манифестације могу укључивати абнормалности вида за боје и аферентни дефект зенице.
Акутна некроза мрежњаче се такође може појавити са дифузним склеритисом; стога је дилатирани фундускопски преглед сваког болесника са склеритисом обавезан.
Године 1994, Америчко друштво за увеитис је предложило је стандардне дијагностичке критеријуме за акутну некрозу мрежњаче који су у потпуности засновани на клиничкој презентацији и току болести 

## Компликације
Без терапије, упала се повлачи у року од 2 до 3 месеца од почетка болести. Око често остаје са 360° периферне ретиналне атрофије, са вишеструким задњим ломовима мрежњаче који су секундарни у односу на некрозу мрежњаче. Комбинација регматогеног и тракционог одвајања мрежњаче може се развити као последица лома мрежњаче и контракције витреоретиналних тракцијских трака које су се развиле као секундарни тешки витритис. Оптичка атрофија се често развија код пацијената који су раније у току болести патили од едема диска.

## Дијагноза
Дијагноза акутне некроза мрежњаче је обично клиничка, како се наводи дијагностичким критеријумима које је утврдио извршни комитет Америчког друштва за увеитис. Међутим, у атипичним случајевима или код пацијената који не реагују на лечење, може се применити анализа интраокуларне течности узорака воденог и/или стакластог тела или биопсија ретиналне хороиде да би се постигла коначна дијагноза.
Анализа интраокуларних течности реакција ланчане полимеризације (ПЦР) може открити мале количине херпетичне ДНК, што је чини најосетљивијом, специфичном и брзом дијагностичком методом. Овај тест је у великој мери заменио вирусну културу, титре интраокуларних антитела и серологију. Међутим, веома низак ниво вирусне ДНК може да опстане од претходне инфекције дајући лажно позитиван резултат, који се може погрешно протумачити као активна инфекција. 
Ланчана реакција полимеразе очне водице често је довољан; међутим, може бити позитиван на вирус херпеса само веома рано у току болести. Квантитативни тестови засновани на реакцији ланчане полимеризације могу пружити додатне информације у вези са вирусним оптерећењем, активношћу болести и одговором на терапију.
У случајевима када је реакција ланчане полимеризације негативан, али је клиничка сумња на акутну некрозу мрежњаче велика, ретинохороидална биопсија може пружити додатне дијагностичке информације. Узорак ткива се хируршки добија и испитује електронском микроскопијом да би се откриле честице херпес вируса.
Голдман-Витмеров коефицијент (ГВ) је тест који упоређује нивое производње интраокуларних антитела са нивоом серума, мерено ензимским имуносорбентним тестом (ЕЛИСА) или радиоимуноесејем. Коефицијент је дефинисан као:
ГВ = Х/И;
где је:
ГВ = Голдман-Витмеров коефицијент;
Х = специфично антитело у воденом или стакластом телу подељено са укупним ИгГ у воденом или стакластом телу;
И = специфично антитело у серуму подељено са укупним ИгГ у серуму.
Однос ГВ > 4 је дијагностика локалне продукције антитела на специфични  патогени микроорганизам.
Анализа очне водице се најчешће користи након парацентезе предње коморе. У Европи се више користи него у Сједињеним Америчким Државама као додатак дијагнози некротизирајућег херпетичног ретинитиса због ХСВ, ВЗВ и токсоплазмозе; има малу вредност у дијагнози цитомегаловирусом  изазваног ретинитиса. Комбинација Голдман-Витмеровог коефицијента са реакцијом ланчане полимеризације може повећати дијагностички допринос, посебно код вирусних инфекција.

## Диференцијална дијагноза
Диференцијална дијагноза акутне некрозе мрежњаче укључује следеће инфективне и неинфективне ентитете:
- прогресивна некроза спољашње ретине
- цитомегаловирусни ретинитис
- токсоплазма хориоретинитис
- акутни мултифокални хеморагични васкулитис ретине
- сифилис
- интраокуларни лимфом или леукемија
- бактеријски/гљивични ретинитис или ендофталмитис
- Бехчетова болест
- саркоидоза
- симпатична офталмија
- комоација ретине
- оклузија централне артерије или гране ретиналне артерије
- очни исхемијски синдром
- колаген-васкуларна болест
- ретинобластом

Већина ових стања - са изузетком Бехчетове болести, атипична токсоплазмоза и бактеријски ендофталмитис — напредују много споријим темпом од акутне некрозе мрежњаче, али и порет тога би требало да буду укључени у диференцијалну дијагнозу.

## Терапија

### Антивирусни лекови прве линије
Лечење херпетичне болести ока заснива се на неколико антивирусних лекова - ацикловир, фамцикловир и валацикловир, који су у својој класи, снажни инхибитори вирусне ДНК полимеразе и показују добру активност против ВЗВ и ХСВ.
У зависности од механизма резистенције, може се јавиити унакрсна резистенција на лекове исте класе (нпр  ацикловир, валацикловир и фамцикловир).
Ацикловир
Ацикловир се може давати орално и интравенозно, а оба облика се добро толеришу. Супстанца се излучује из организма бубрежном екскрецијом, тако да се доза мора посебно прилагодити код пацијената са бубрежном инсуфицијенцијом. 
Најчешћи нежељени ефекти орално примењеног препарата укључују гастроинтестинални стрес и главобољу. Веће дозе ацикловира дате интравенозно могу изазвати бубрежну токсичност и, ретко, нежељене ефекте од стране централног нервног система као што су напади и промене у менталном статусу. 
Ацикловир није токсичан за коштану срж и није доказано да узрокује повећану учесталост урођених мана када се користи током трудноће.
Фамцикловир
Фамцикловир је пролек који се претвара у пенцикловир. Формулисан је за оралну примену и углавном се излучује путем бубрега. Његова подношљивост и профил нежељених ефеката су слични онима код ацикловира.
Валацикловир
Валацикловир је пролек који се претвара у ацикловир метаболизмом у јетри. Пошто постиже концентрацију у плазми много већу од концентрације ацикловира, валацикловир се може давати мање често и погодније је за употребу. Валацикловир се примењује орално.
У ретким случајевима, показало се да изазива тешки тромбоцитопенични синдром код имунокомпромитованих пацијената. Иначе, профил толеранције овог лека је веома сличан оном код ацикловира.
Пошто се сматра да је већина случајева акутне некроза мрежњаче узрокован  ВЗВ и ХСВ.стандардна терапија је индукциона доза интравенског ацикловира у трајању од 10 до 14 дана, након чега следи терапија одржавања оралним ацикловиром, фамцикловиром или валацикловиром. Пријављена је и орална индукција ових агенаса.
Случајеви акутне некроза мрежњаче који су отпорни на лечење ацикловиром могу се јавити или зато што је сој ВЗВ или ХСВ  отпоран на лек, неадекватног нивалека у стакластом телу или је болест узрокована хуманим цитомегаловирусомом који обично не реагује добро на ацикловир.   
Антивирусни лекови друге линије
Антивирусни лекови друге линије који се  користе у лечењу АРН су: ганцикловир, валганцикловир и фоскарнет.
Ганцицловир
Слично ацикловиру, ганцикловир је снажан инхибитор вирусне ДНК полимеразе која је показала активност против хуманог цитомегаловирус и  ХСВ. Доступан је за оралну и интравенозну примену, а може се давати ван етикете интравитреално. Дуготрајна терапија ганцикловиром се такође може обезбедити са имплантом ганцикловир. Као и код ацикловира, ганцикловир се излучује из организма бубрежном екскрецијом, тако да се његова доза мора прилагодити и код пацијената са бубрежном инсуфицијенцијом.
Најзначајнији нежељени ефекат ганцикловира када се користи системски је мијелосупресија. Настала неутропенија је обично реверзибилна, али може бити дубока и може довести до смртних исхода, посебно када се користи са другим лековима који су мијелосупресивни, као што је зидовудин, или они који смањују бубрежни клиренс ганцикловира. Фактор стимулације гранулоцитне колоније (Г-ЦСФ) може се користити за смањење степена неутропеније. Поред тога, нежељени ефекти на ЦНС се примећују код 5% до 15% пацијената лечених ганцикловиром, и крећу се од главобоље до промена у понашању и нападаја. Орално примењени облик често изазива гастроинтестиналне сметње.
Интравитреална примена ганцикловира или фоскарнета може се користити као алтернатива или додатак системској примени. Искуство са лечењем ретинитиса изазваном  хуманим цитомегаловирусом показало је да око може толерисати поновљене недељне инјекције ганцикловира годинама без развоја значајних интраокуларних или системских нежељених ефеката.
Појава ганцикловир имплантата је омогућила да се значајно смањи број процедура потребних за уношење лека у стакласто тело, пошто уређај испоручује високе нивое ганцикловира у периоду од 8 месеци. Иако ово може имати велику корист у лечењу ПОРН-а, где антивирусна терапија одржавања може бити потребна неограничено, у акутној некрози мрежњаче је обично довољно 3 месеца терапије одржавања, па у том смислу имплантација можда није најбоља опција.
Валганцикловир
Валганцикловир је пролек ганцикловира. Има много већу биорасположивост и сличан профил нежељених ефеката као код ганцикловира. Када се валганцикловир претвори у ганцикловир, његов механизам деловања и излучивања је исти као и ганцикловир. Валганцикловир је доступан за оралну примену и има ефикасност сличну оној код интравенозног ганцикловира.
Фосцарнет
Фоскарнет инхибира вирусну ДНК полимеразу директном, некомпетитивном, реверзибилном инхибицијом. Има веома ниску биорасположивост и доступан је само за интравенску примену. Слично као и други антихерпетици, излучује се путем бубрега, па се доза мора прилагодити код пацијената са бубрежном инсуфицијенцијом. Најзначајнији нежељени ефекти су нефротоксичност и хипокалцемија. Остали нежељени ефекти укључују токсичност за ЦНС, као што су главобоља, тремор, напади и халуцинације.

### Системски  кортикостероиди
Витритис који прати АРН може бити довољно значајан да значајно ограничи оштрину вида и отежава преглед. Такође може довести до вучних трака стакластог тела. Иридоциклитис може изазвати бол и фотосензитивност. 
Након првих 24 до 48 сати антихерпетичке терапије, системски кортикостероиди се могу увести да би се минимизирала нелагодност пацијента, убрзало обнављање видне оштрине и олакшало испитивање фундуса. 
Поред тога, пошто акутна некроза мрежњаче може изазвати артеријске и венске оклузије, неки практичари заговарају антитромбоцитну терапију аспирином или другим антитромбоцитним агенсима.

### Хирургија
Последица ретиналне некрозе и тешког витритиса уоченог код акутне некроза мрежњаче може бити развој вишеструких лезија мрежњаче у некротизираној ретини и накнадно регматогено и тракционо одвајање мрежњаче. Да би се спречило ширење аблације мрежњаче у задњи пол, коришћена је профилактичка ласерска фотокоагулација постериорно од подручја ретинитиса. 
Многи истраживачи препоручују фотокоагулацију мрежњаче са баријером од 360° чим поглед дозволи. 
Профилактичка витректомија и ендоласер су такође примењени код пацијенте са акутном некрозом мрежњаче; међутим, не постоје рандомизоване контролисане студије које би се бавиле истинском ефикасношћу ових модалитета лечења.
Код пацијената код којих је већ дошло до одвајања мрежњаче, индикована је хируршка санација. Парс плана витректомији са ендоласером и силиконским уљем се обично даје предност у односу на процедуре извијања склере, имајући у виду мноштво атрофичних постериорних деформација танке некротичне мрежњаче.

### Терапија индукције и одржавања
Пацијент са новом дијагнозом акутна некроза мрежњаче почиње лечење са високом дозом интравенозног ацикловира, а одговор на лечење се процењује у неколико дана након индукције интравенозне терапије. Ако се прогресија ретиналне некрозе заустави, системска терапија кортикостероидима се обично започиње у року од 48 сати од прве дозе антивирусног третмана. Системске кортикостероиде не треба користити док се не започне одговарајућа антивирусна терапија. Након завршетка индукције интравенским ацикловиром, пацијент се пребацује на орални ацикловир, фамцикловир или валацикловир и лечи се 3 месеца да би се спречила болест другог ока. 
Када се витритис повуче, треба применити профилактичку фотокоагулацију мрежњаче. Ако су присутни вишеструка оштећења мрежњаче или је некроза мрежњаче опсежна, неки истраживачи су открили да је профилактичка витректомија ендоласером корисна. Као што је раније поменутом, одвајању мрежњаче у окружењу акутне некроза мрежњаче приступа се коришћењем витреоретиналних техника са силиконским уљем.
Као алтернатива интравенској индукцији ацикловира праћеном оралном антихерпетичком терапијом, неки практичари су пријавили успешну употребу оралног валацикловира 1 г три пута дневно без интравснео примене.  У настојању да се постигне брза индукциона терапија за акутну некрозу мрежњаче, може се применити интравитреална инјекција ганцикловира или фоскарнета, обично у комбинацији са системским лековима (оралним или ИВ), укључујући ацикловир, фамцикловир или валацикловир. Овај приступ обезбеђује високе интравитреалне нивое антивирусних лекова. Такође се користи као терапија прве линије код пацијената са акутном некрозом мрежњаче или код оних који не реагују само на системску терапију. Супериорност овог приступа није доказана у односу на класични интравенски приступ. Такође, имајући у виду кратак интравитреални полуживот ових агенаса, интравитреалне инјекције ће можда морати да се понављају два пута недељно док се ретинитис не контролише. Орални валганцикловир се може користити као алтернатива друге линије оралном ацикловиру, валацикловиру и фамцикловиру за одржавање.
Терапија одржавања за акутну некрозу мрежњаче се обично примењује 3 месеца, како би се смањио ризик од оболевања на другом оку; може се користити дуже у условима имуносупресије или вишеструких рецидива.
Неки случајеви не реагују на терапију ацикловиром. Неуспешно реаговање на лечење може настати или због тога што је болест узрокована сојем вируса који је развио отпорност на антихерпетички лек, или зато што је болест изазвана хуманим цитомегаловирусомом, против којег ацикловир, фамцикловир и валацикловир немају добру активност.

## Прогноза и праћење
Прогноза нелечене  акутне некроза мрежњаче је лоша, при чему две трећине очију има оштрину вида од 20/200 или лошију због одвајања мрежњаче, оптичке атрофије или патологије мрежњаче. 
Уз рано препознавање и агресивну терапију, прогноза може бити знатно боља. 
У једној студији, скоро половина од 13 очију третираних агресивно антивирусном терапијом и ласером постигла је коначну оштрину вида од 20/40 или бољу, а 92% очију је постигло коначну оштрину вида од 20/400 или бољу.
Већина пацијената реагује на ацикловир, а већина резистентних случајева реагује на ганцикловир и/или фоскарнет. Поред тога, профилактички ласерски третман може смањити ризик од напредовања одвајања мрежњаче до захвата задњег пола. Они пацијенти који развију аблацију мрежњаче обично се опорављају барем нешто корисног вида савременим техникама витректомије. 
У једној ретроспективној студији на 16 имунокомпетентних пацијената (18 очију) и просечном праћењу од 60 месеци, пријављено је да је краткорочна стопа поновног везивања била чак 100%, уз побољшање видне оштрине у 13 очију (72%). и постизање коначне амбулантне оштрине вида од 5/200 или боље на 11 очију (61%).
Међутим, антивирусна и хируршка терапија не искорењује херпетичну инфекцију. Вирус мирује у кичменим ганглијама и пацијенти су у опасности од поновног појављивања болести у захваћеном или другом оку. Иако је рецидив акутне некроза мрежњаче реткост, неопходно је праћење код офталмолога са искуством у збрињавању пацијената са акутном некрозом мрежњаче.
У почетку пацијент са акутном некрозом мрежњаче треба  прегледавати свакодневно или сваких неколико дана. Када се утврди одговор на лечење, учесталост праћења може се смањити на једном недељно. Ако се пацијент добро осећа на оралним супресивним антивирусним лековима, потребно је месечно праћење са дилатираним прегледима фундуса док се антивирусни лекови не укину. Након 3 месеца без рецидива, пацијент се може поново прегледати сваких 3 до 6 месеци, по потреби. Пажљива упутства о томе како пратити симптоме рецидива треба периодично договорити са пацијентом.